# Simalio aurobindoi
Simalio aurobindoi is een spinnensoort in de taxonomische indeling van de struikzakspinnen (Clubionidae).
Het dier behoort tot het geslacht Simalio. De wetenschappelijke naam van de soort werd voor het eerst geldig gepubliceerd in 1991 door Patel & C. Adinarayana Reddy.